# Episodi di Freddy's Nightmares (seconda stagione)
La seconda e ultima stagione della serie televisiva Freddy's Nightmares è andata in onda in syndication negli Stati Uniti dall'2 ottobre 1989 al 12 marzo 1990.
| nº | Titolo originale                              | Titolo italiano | Prima TV USA     | Prima TV Italia |
| -- | --------------------------------------------- | --------------- | ---------------- | --------------- |
| 1  | Dream Come True                               |                 | 2 ottobre 1989   |                 |
| 2  | Heartbreak Hotel                              |                 | 9 ottobre 1989   |                 |
| 3  | Welcome to Springwood                         |                 | 16 ottobre 1989  |                 |
| 4  | Photo Finish                                  |                 | 23 ottobre 1989  |                 |
| 5  | Memory Overload                               |                 | 30 ottobre 1989  |                 |
| 6  | Lucky Stiff                                   |                 | 6 novembre 1989  |                 |
| 7  | Silence is Golden                             |                 | 13 novembre 1989 |                 |
| 8  | Bloodlines                                    |                 | 20 novembre 1989 |                 |
| 9  | Monkey Dreams                                 |                 | 27 novembre 1989 |                 |
| 10 | Do You Know Where the Kids Are?               |                 | 4 dicembre 1989  |                 |
| 11 | Dreams That Kill                              |                 | 11 dicembre 1989 |                 |
| 12 | What You Don't Know Can Kill You              |                 | 1º gennaio 1990  |                 |
| 13 | Easy Come, Easy Go                            |                 | 8 gennaio 1990   |                 |
| 14 | Prime Cut                                     |                 | 15 gennaio 1990  |                 |
| 15 | Interior Loft                                 |                 | 22 gennaio 1990  |                 |
| 16 | Interior Loft - Later                         |                 | 29 gennaio 1990  |                 |
| 17 | Funhouse                                      |                 | 5 febbraio 1990  |                 |
| 18 | A Family Affair                               |                 | 12 febbraio 1990 |                 |
| 19 | Dust to Dust                                  |                 | 19 febbraio 1990 |                 |
| 20 | Prisoner of Love                              |                 | 26 febbraio 1990 |                 |
| 21 | Life Sentence                                 |                 | 5 marzo 1990     |                 |
| 22 | It's My Party and You'll Die If I Want You To |                 | 12 marzo 1990    |                 |